# Rāiwāla
Rāiwāla är en ort i Indien.   Den ligger i distriktet Dehradun och delstaten Uttarakhand, i den norra delen av landet, 180 km nordost om huvudstaden New Delhi. Rāiwāla ligger 320 meter över havet och antalet invånare är 5 198.
Terrängen runt Rāiwāla är varierad. Runt Rāiwāla är det ganska tätbefolkat, med 222 invånare per kvadratkilometer. Närmaste större samhälle är Hardwar, 10,3 km sydväst om Rāiwāla. I omgivningarna runt Rāiwāla växer i huvudsak blandskog.